# Antithemerastis acrobela
Antithemerastis acrobela är en fjärilsart som beskrevs av Turner 1922. Antithemerastis acrobela ingår i släktet Antithemerastis och familjen tandspinnare. Inga underarter finns listade i Catalogue of Life.